# Mariekerke (Pays-Bas)
Pour les articles homonymes, voir Mariekerke.
Mariekerke est une ancienne commune néerlandaise de la province de la Zélande.
La commune a été créée le 1er juillet 1966 par la fusion d'Aagtekerke, de Grijpskerke et de Meliskerke. Elle était située dans le centre de Walcheren, et était l'une des rares communes zélandaise sans rivages. Le 1er janvier 1997, la commune de Mariekerke est supprimée et rattachée à Veere.
La mairie était située à Meliskerke. La commune tire son nom du hameau de Klein-Mariekerke, situé approximativement au centre de l'ancienne commune, à distance également des trois villages Aagtekerke, Grijpskerke et Meliskerke.
En 1995, elle comptait 4 070 habitants.

## Source
- (nl) Cet article est partiellement ou en totalité issu de l’article de Wikipédia en néerlandais intitulé « Mariekerke (Nederland) » (voir la liste des auteurs).